# Долна Картли
Долна Картли (на грузински: ქვემო ქართლი, Квемо Картли) е една от 12-те историко-географски области (мкхаре, региони) на Грузия. Площ 6528 km² (6-о място по големина в Грузия, 9,38% от нейната площ). Население на 1 януари 2018 г. 432 300 души (3-то място по население в Грузия, 10,88% от нейното население). Административен център град Рустави. Разстояние от Тбилиси до Рустави 33 km.

## Историческа справка
През 2-рата половина на 15 век в резултат на разпада на Грузинското царство, поради погромите извършени от нашествието на ордите на Тимур (Тамерлан) се образува феодалното Картлийско царство. Самостоятелно то съществува до 1762 г., когато при цар Ираклий ІІ се обединява с Кахетското царство в единна Картлийско-Кахетинско царство. Икономиката на Картлийското царство се основавала на натуралното стопанство. Страната се е деляла на полусамостоятелни единици – сатавадо. В края на 17-и и началото на 18 век в Картлийското царство започва икономически и културен подем. От 16-и до 18 век царството е водело постоянна борба против ирано-турската агресия. Картлийските царе и политици (Луарсаб І, Симон, Георгий Саакадзе, Ростом, Вахтанг VІ, Ираклий ІІ и др.) непрекъснато са се борили за съхраняването на независимостта на страната. През 1723 г. Картлийското царство е завладяно от Османската империя, а през 1735 г. – от Персийската империя. През 1744 г. в резултат на националноосвободителната война народът на Картлия се освобождава от чуждестранните поробители. През 1801 г. обединеното Картлийско-Кахетинско царство е присъединено към Руската империя.
Всичките 7 града в областта са признати за такива по време на съветската власт, в периода от 1948 г. (Рустави) до 1986 г. (Цалка).

## Географска характеристика
Долна Картли заема югоизточната част на Грузия. На югоизток граничи с Азербайджан, на юг – с Армения, на запад – със Самцхе-Джавахети, на север – с Вътрешна Картли, Мцхети-Мтианети и столицата Тбилиси и на изток – с Кахетия. В тези си граници заема площ от 6528 km² (6-о място по големина в Грузия, 9,38% от нейната територия).
Територията на областта изцяло попада в северните предели на планинската система на Малък Кавказ. В северната ѝ част, по границата с Вътрешна Картли се простират южните склонове от източната част на Триалетския хребет (2757 m). Западните райони на Долна Картли са заети от източната част на Джавахетската планинска земя (част от Грузинската планинска земя), като на територията на региона са разположени източните склонове на два меридионални хребета – Самсарски на запад и Джавахетски (връх Акчасар 3196 m 41°09′24″ с. ш. 43°57′33″ и. д. / 41.156667° с. ш. 43.959167° и. д., на границата с Армения) на югозапад, а източно от тях се простират платата Цалкинско и Дманиско с височини 1200 – 1700 m. Джавахетската планинската земя е изградена от андезито-базалтови и трахитови лави. Източно от двете плата се разполага ниската и равна Долнокартлийска равнина, през която от север на юг протича малък участък от средното течение на река Кура с десните си притоци Храми (с притока си Дебед) и Алгети.

## Население
Към 1 януари 2018 г. населението на областта Долна Картли е наброявало 432 300 души (3-то място по брой на населението в Грузия, 10,88% от нейното население). Плътност 66,22 души/km². Етнически състав: грузинци 51,25%, азербайджанци (азери) 41,75%, арменци 5,07% и др.. От разпадането на СССР и обявяването на независимостта на Грузия, има няколко искания от азерското население на Долна Картли да се отстъпи част от областта на Азербайджан. Все пак заради относително подобните икономически условия от двете страни на границата, приятелските взаимоотношения между правителствата на Грузия и Азербайджан и липсата на преследвания на азери в Грузия (за сметка на арменци, абхазци, осетинци и други малцинствени групи, много от които се оплакват от езикови и други форми на дискриминация), има съвсем малки изменения на държавната граница.

## Административно-териториално деление
В административно-териториално отношение регионът Долна Картли се дели на 6 административни района (общини), 7 града, в т.ч. 1 град с регионално подчинение и6 града с районно подчинение и 5 селища от градски тип.
| Административна единица        | Площ (km²) | Население (2018 г.) | Административен център | Население (2018 г.) | Разстояние до Рустави (в km) | Други градове и сгт с районно подчинение |
| ------------------------------ | ---------- | ------------------- | ---------------------- | ------------------- | ---------------------------- | ---------------------------------------- |
| Град с регионално подчинение   |            |                     |                        |                     |                              |                                          |
| 1.Рустави                      | 60         | 127 839             | гр. Рустави            | 127 839             | -                            |                                          |
| Административен район (община) |            |                     |                        |                     |                              |                                          |
| 1. Болниски                    | 804        | 55 284              | гр. Болниси            | 8967                | 53                           | Казрети, Тамариси                        |
| 2. Гардабански                 | 1304       | 81 280              | гр. Гардабани          | 10 753              | 11                           |                                          |
| 3. Дманиски                    | 1199       | 20 216              | гр. Дманиси            | 2661                | 91                           |                                          |
| 4. Марнеулски                  | 935        | 106 457             | гр. Марнеули           | 20 211              | 29                           |                                          |
| 5. Тетрицкаройски              | 1174       | 21 889              | гр. Тетри-Цкаро        | 3093                | 58                           | Манглиси                                 |
| 6. Цалкски                     | 1051       | 19 302              | гр. Цалка              | 2326                | 127                          | Бедиани, Триалети                        |